# Trithemis lilacina
Trithemis lilacina – gatunek ważki z rodziny ważkowatych (Libellulidae).